# Escocia en la Copa Mundial de Rugby de 2019
El XV del Cardo fue uno de las 20 naciones participantes de la Copa Mundial de Rugby de 2019, que se realizó por primera vez en Japón.
La novena participación escocesa fue una decepción, debido a que resultó eliminada en la fase de grupos y repitió su peor desempeño histórico, igualando al de Nueva Zelanda 2011.

## Plantel
Gregor Townsend tuvo como asistentes a Dan McFarland (entrenador de forwards), Mike Blair (entrenador de backs) y Matt Taylor (entrenador de defensa).
|                             | Jugador         | Edad    | Posición      | Tests | Equipo                |
| --------------------------- | --------------- | ------- | ------------- | ----- | --------------------- |
| Hookers y Pilares           |                 |         |               |       |                       |
|                             | Fraser Brown    | 35 años | Hooker        | 43    | Glasgow Warriors      |
| 2                           | Stuart McInally | 34 años | Hooker        | 30    | Edinburgh             |
|                             | George Turner   | 32 años | Hooker        | 8     | Glasgow Warriors      |
|                             | Simon Berghan   | 34 años | Pilar         | 23    | Edinburgh             |
| 1                           | Allan Dell      | 33 años | Pilar         | 26    | Edinburgh             |
|                             | Zander Fagerson | 29 años | Pilar         | 22    | Glasgow Warriors      |
| 3                           | WP Nel          | 38 años | Pilar         | 32    | Edinburgh             |
|                             | Gordon Reid     | 38 años | Pilar         | 38    | Ayrshire Bulls        |
| Segundas líneas             |                 |         |               |       |                       |
|                             | Scott Cummings  | 28 años | Segunda línea | 5     | Glasgow Warriors      |
| 5                           | Grant Gilchrist | 34 años | Segunda línea | 37    | Edinburgh             |
|                             | Jonny Gray      | 31 años | Segunda línea | 53    | Glasgow Warriors      |
| 4                           | Ben Toolis      | 34 años | Segunda línea | 21    | Edinburgh             |
| Alas y Octavos              |                 |         |               |       |                       |
|                             | John Barclay    | 33 años | Ala           | 75    | Edinburgh Rugby       |
| 6                           | Magnus Bradbury | 24 años | Ala           | ?     | Edinburgh Rugby       |
| 7                           | Jamie Ritchie   | 23 años | Ala           | 12    | Edinburgh Rugby       |
| 8                           | Blade Thomson   | 28 años | Octavo        | 3     | Scarlets              |
|                             | Hamish Watson   | 27 años | Ala           | 28    | Edinburgh Rugby       |
|                             | Ryan Wilson     | 30 años | Octavo        | 46    | Glasgow Warriors      |
| Medios scrums               |                 |         |               |       |                       |
|                             | George Horne    | 24 años | Medio scrum   | 7     | Glasgow Warriors      |
| 9                           | Greig Laidlaw   | 34 años | Medio scrum   | 74    | ASM Clermont Auvergne |
|                             | Ali Price       | 26 años | Medio scrum   | 28    | Glasgow Warriors      |
| Aperturas y Centros         |                 |         |               |       |                       |
| 13                          | Chris Harris    | 28 años | Centro        | 11    | Newcastle Falcons     |
|                             | Adam Hastings   | 23 años | Apertura      | 14    | Glasgow Warriors      |
|                             | Peter Horne     | 30 años | Centro        | 43    | Glasgow Warriors      |
| 12                          | Sam Johnson     | 26 años | Centro        | 7     | Glasgow Warriors      |
| 10                          | Finn Russell    | 27 años | Apertura      | 47    | Racing 92             |
|                             | Duncan Taylor   | 30 años | Centro        | 24    | Saracens              |
| Fullbacks y Wings           |                 |         |               |       |                       |
|                             | Darcy Graham    | 22 años | Fullback      | 8     | Edinburgh Rugby       |
| 15                          | Stuart Hogg     | 27 años | Fullback      | 70    | Glasgow Warriors      |
| 11                          | Blair Kinghorn  | 22 años | Wing          | 15    | Edinburgh Rugby       |
|                             | Sean Maitland   | 31 años | Fullback      | 43    | Saracens              |
| 14                          | Tommy Seymour   | 31 años | Wing          | 53    | Glasgow Warriors      |
| Entrenador: Gregor Townsend |                 |         |               |       |                       |